# Ullestret
Ullestret (en catalán y oficialmente, Ullastret) es un municipio español, en la comarca del Bajo Ampurdán, provincia de Gerona y comunidad autónoma de Cataluña. La superficie del término municipal es de aproximadamente 10 km².
El núcleo urbano está situado sobre una colina (a 50 m sobre el nivel del mar), en el margen derecho del río Daró. La principal vía de acceso es la carretera de La Bisbal a Serra de Daró. 
Su población es de 288 habitantes. Su economía es básicamente agrícola y turística. La población moderna se encuentra cerca de la antigua Indika, la ciudad íbera de Ullastret, capital de los indigetes.

## Demografía
Ullestret cuenta con una población de 260 habitantes (INE 2024).
| Gráfica de evolución demográfica de Ullestret entre 1842 y 2021                                                     |
| |
| Población de derecho según los censos de población del INE Población de hecho según los censos de población del INE |

## Símbolos
El escudo heráldico que representa al municipio fue aprobado oficialmente el 11 de febrero de 2014 con el siguiente blasón:

«Escudo en losange de ángulos rectos: de sinople, un acebuche de oro frutado de sable saliendo de una faja bajada en forma de muralla de dos torres abierta de plata. Al timbre, una corona de pueblo.»
Diario Oficial de la Generalidad de Cataluña n.º 6569 de 25 de febrero de 2014

Este Ayuntamiento asumió como escudo uno que incorpora un acebuche, para representar que el nombre del municipio proviene de este acebuche, que recibe en latín el nombre de oleastretum, y una muralla, en referencia a los recintos ibérico y medieval existentes en la localidad.

## Patrimonio arquitectónico

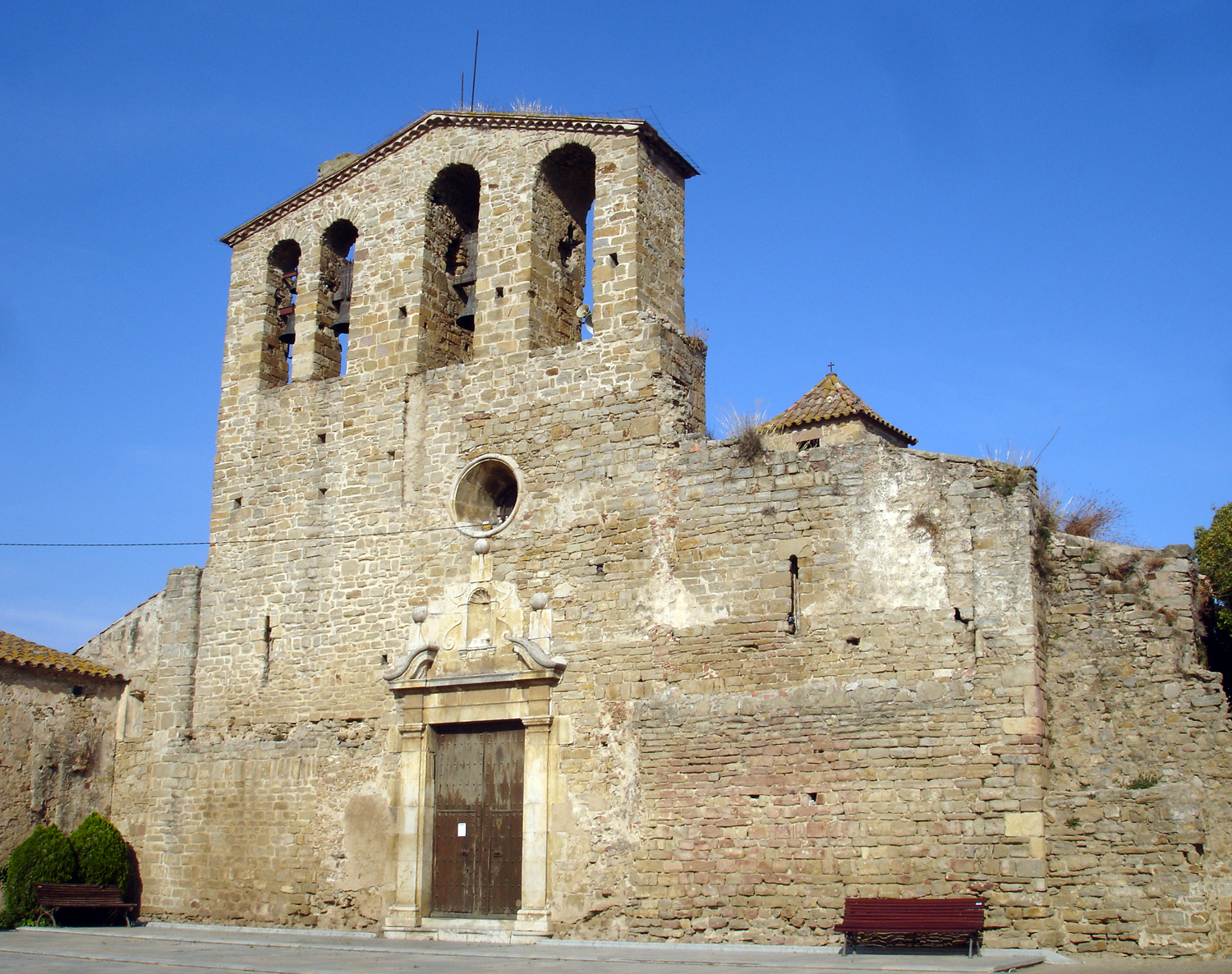
Iglesia de Sant Pere de Ullastret

En el aspecto monumental destaca el conjunto medieval integrado por la iglesia de Sant Pere de Ullastret, el conjunto amurallado, perfectamente conservado, una lonja gótica, así como un notable conjunto de edificios civiles.
En el término municipal se encuentra la ciudad ibérica de Ullastret. Es uno de los yacimientos más importantes del Mediterráneo correspondiente a la época ibérica, destacando su extensión y la riqueza de los restos arqueológicos. El Museo Arqueológico expone parte de estos.